# ラトビア国立歌劇場
ラトビア国立歌劇場（ラトビア語:Latvijas Nacionālā opera）は、ラトビアのリガにある国立歌劇場である。 劇場は、ラトビア国立バレエ団(LNB)、ラトビア国立歌劇場合唱団、ラトビア国立歌劇場交響楽団を有している。

## 建物(沿革)

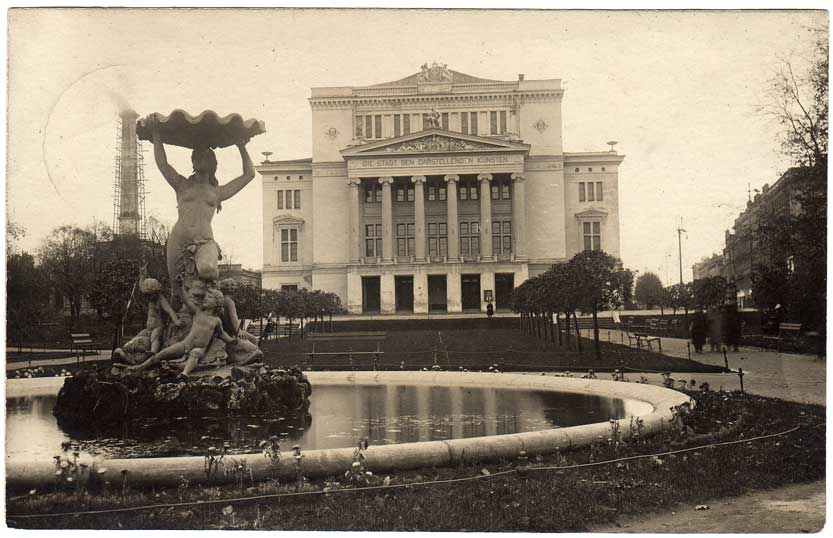
National Opera House building in the early 20th century.

当劇場は、サンクトペテルブルクの建築家ルートヴィヒ・ボーンシュテット（Ludwig Bohnstedt）によって、当時のドイツ語公演を行う都市劇場として1863年に建てられた。その後、1882年から1887年(1882年の火事後の改修)、1957年から1958年、1991年から1995年(国家再独立後の改修)など数度にわたり修繕をされた。300席の新たなホールを持つ現代風の別館が、2001年に増築された。

## 公演
All repertoire

## 音楽監督と指揮者

### リガのドイツ劇場時代
- リヒャルト・ワーグナーが1837年から1839年の間、リガで音楽監督をしていた。これは現在の建物が建つ前のことである。劇場がドイツ劇場であった1889年、オットー・ローゼが最初のカペルマイスター（Kapellmeister 指揮者、楽長、ドイツ語）となった。
- その他の指揮者は、ブルーノ・ワルター（1898年 - 1900年）、フリッツ・ブッシュ（1909年 - 1911年）、エーリヒ・クライバー、オットー・クレンペラー、クレメンス・クラウス（1913年 - 1914年）、ヘルマン・アーベントロートなど。

### ラトビア国立歌劇場時代
- ヤーセプス・ヴィートリス：1919年 - 創設者
- Teodors Reiters：1918年 – 1944年
- エミール・クーパー：1925年 – 1928年
- イェオリ・シュネーヴォイクト：1929–1931年
- イグナーツ・ワーグハルター：1933年
- レオ・ブレッヒ：1937年 – 1941年
- ヤーニス・メディンシュ：1920年 – 1928年
- Jānis Kalniņš：1933年 – 1944年
- レオニードス・ヴィグネルス：1944年 – 1949年
- Edgars Tons：1954年 – 1967年
- Jānis Hunhens：1954年 – 1986年
- Rihards Glāzups：1947年 – 1975年
- Aleksandrs Viļumanis：1970年 – 1996年[3]
- ギンタウタス・リンケヴィチュース：1996年 – 2003年
- アンドリス・ネルソンス：2003年 – 2007年
- モデスタス・ピトレーナス：2008年 - [4]